# Ageratina petiolaris
Ageratina petiolaris là một loài thực vật có hoa trong họ Cúc. Loài này được (Moc. & Sessé ex DC.) R.M.King & H.Rob. mô tả khoa học đầu tiên năm 1970.